# Porsenna
Porsenna (en latin aussi écrit Porsinna ou Porsena) est un dirigeant étrusque, roi de Clusium, qui prit momentanément le contrôle de Rome à la fin du VIe siècle av. J.-C. Il n'est généralement pas considéré comme un roi romain. La tradition littéraire trouve dans cet épisode l'occasion de faire apparaître plusieurs figures mythiques de l'histoire de Rome.

## Le récit traditionnel

### Les Tarquins
Selon la tradition romaine, après avoir été chassé de Rome, Tarquin le Superbe se réfugie auprès du roi étrusque Lars Porsenna, à Clusium. Convaincu par ses supplications et l'intérêt stratégique bien compris des Étrusques, et après le renvoi d'ambassadeurs, Porsenna décide de marcher sur Rome. (508 av. J.-C.),.

### La marche contre Rome

Première bataille entre Porsenna et les Romains de la prise du camp romain du Janicule jusqu'à l'exploit d'Horatius Coclès et la destruction du Pont Sublicius.

La réputation et la puissance de Porsenna causent l'effroi de la Ville qui réussit cependant à surmonter ses querelles internes. Lors du premier assaut, Porsenna s'empare du Janicule. Le consul Valerius Publicola aligne 700 hommes face au roi étrusque, mais ce dernier avance si vivement qu'il les défait et les pousse à la fuite. Valerius Publicola doit les secourir avec de faibles troupes de réserves. Les deux consuls sont blessés, et les Romains regagnent la ville.

### Horatius Coclès
Horatius Coclès reste seul (avec ceux qui deviendront les consulaires de 505 av. J.-C. Spurius Larcius Flavius et Titus Herminius Aquilinus) à défendre le passage vers la Ville pendant que, derrière lui, on s'affaire à détruire le pont Sublicius sur le Tibre. Ils soutiennent un premier assaut, puis Horatius renvoie ses compagnons d'armes et résiste seul jusqu'à ce que le pont s'effondre dans le fleuve. Alors il plonge dans le Tibre et parvient miraculeusement sain et sauf sur l'autre rive où il devient un héros,.

### Le blocus de Rome
Lars Porsenna et son armée assiègent ensuite Rome, pillant les environs. Publius Valerius Publicola, de nouveau consul en 507, pour mettre fin aux pillages, prépare une embuscade. Il ordonne au peuple de Rome de pousser ses troupeaux hors de la ville, attirant ainsi une partie des ennemis, qu'il massacre, avec l'aide, entre autres, de ses collègues Titus Lucretius Tricipitinus et Titus Herminius Aquilinus (consul en 507 av. J.-C.),.

### Caius Mucius Scaevola

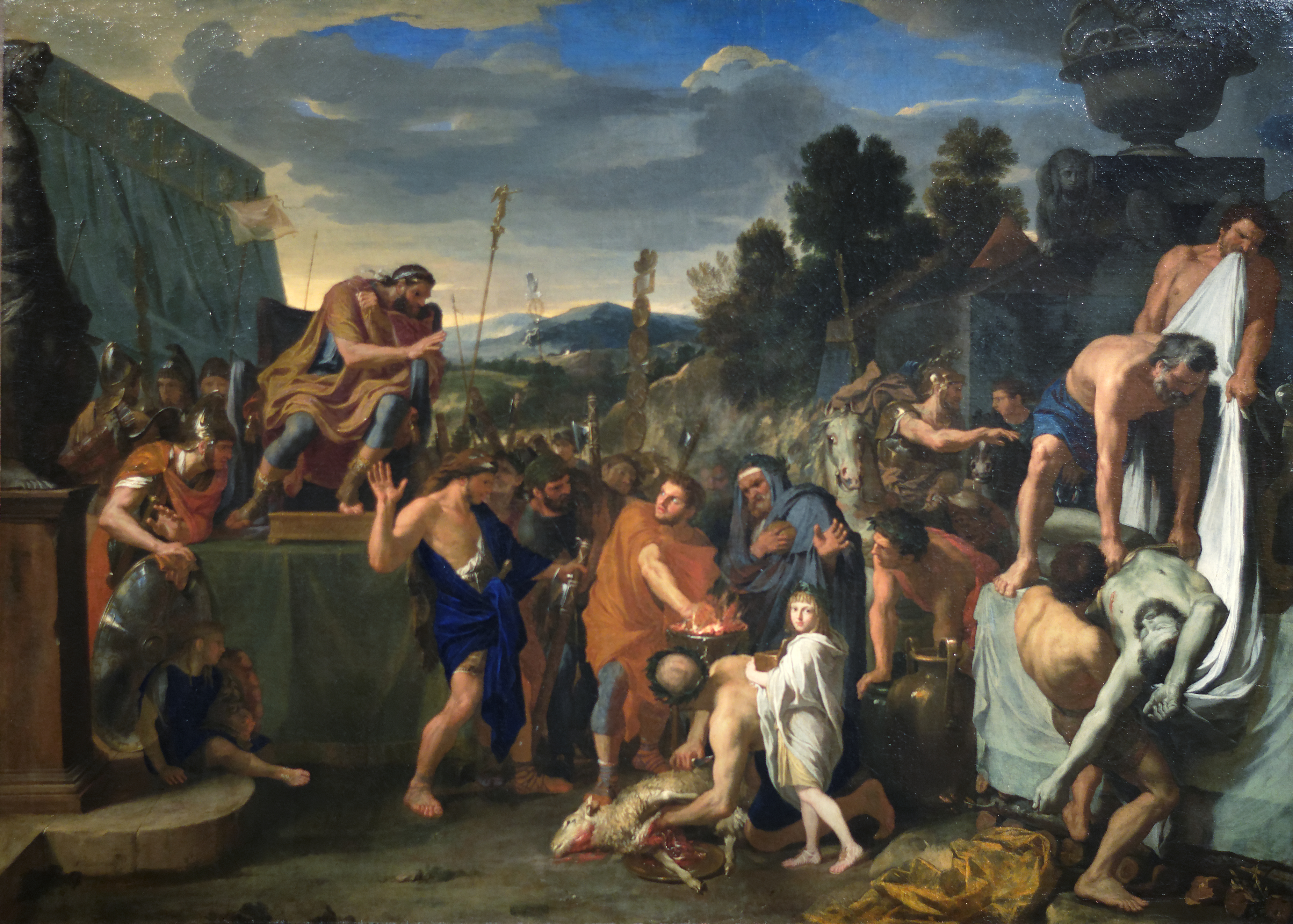
Mucius Scaevola devant Porsenna, Charles Le Brun.

Malgré cet échec, Porsenna maintient le blocus de la ville. Poussé à bout par les difficiles conditions du siège, le jeune romain Caius Mucius Scaevola tente alors une démarche solitaire. Il s'introduit subrepticement dans le camp étrusque et tente d'assassiner Porsenna. Malheureusement, son ignorance l'amène à se tromper, il confond le roi avec son secrétaire et poignarde ce dernier. Soumis à un interrogatoire, il tend de lui-même sa main droite au-dessus d'une flamme pour démontrer le courage et la détermination de la jeunesse romaine. Impressionné, Porsenna le laisse repartir. Mucius lui raconte alors qu'ils sont trois cents jeunes patriciens comme lui, prêts à l'assassiner. Caius Mucius conservera le surnom de Scaevola (le gaucher),.

### Clélie ou Clélia
Devant la détermination des Romains, Lars
Porsenna accepte de lever le siège de la ville (renonçant ainsi à restaurer la royauté des Tarquins), fixant le prix de son départ à la restitution de territoires à la cité étrusque de Véies et à la livraison d'un certain nombre d'otages, dont une jeune fille, Clélie, qui parvient à tromper la surveillance de ses gardiens et à s'échapper à la nage à travers le Tibre, suivie par d'autres infortunées romaines...
Porsenna, piqué au vif, mais admiratif, exige qu'on lui remette Clélie, afin de la libérer lui-même. Ce qui fut fait. Pour célébrer le courage de la jeune fille, les Romains lui élèvent une statue équestre sur la Voie sacrée,.
Porsenna décide ensuite d'attaquer la cité d'Aricie afin de faire du butin, mais son armée y subit de nouveau de lourdes pertes, dont la mort de son fils Arruns.
Sans espoir de retrouver son trône, Tarquin le Superbe s'exile à Tusculum.
« Ainsi s'établit une paix durable entre les Romains et Porsenna. »
Tarquin le Superbe tentera une dernière fois de regagner son trône et restaurer la monarchie étrusque au début du Ve siècle av. J.-C. à la bataille du Lac Régille, mais c'est encore un échec. Le roi déchu s'exile à Cumes, une colonie grecque de Campanie, où il meurt en 495 av. J.-C.

## La réflexion historique
En raison du caractère empreint de légende du récit et du manque de documents, et surtout des déformations introduites par les annalistes romains comme Fabius Pictor, l'épisode romain de Porsenna pose plusieurs questions :
- L'agression étrusque vise-t-elle spécifiquement la Ville ou est-ce une tentative de mettre au pas toute la Ligue latine ?
- La campagne de Porsenna entre-t-elle au contraire dans le cadre d'un soulèvement des cités latines contre Rome ?
- Quel fut le résultat réel de l'expédition de Porsenna : Rome a-t-elle capitulé ? C'est ce qu'indique l'historien Tacite au détour d'un commentaire :

« (…) ce temple, dont ne purent violer la sainteté, ni Porsenna quand la ville se rendit à lui, ni les Gaulois quand ils la prirent,(…) »

(Histoires, III, 72, 1)
C'est la position à laquelle se rangent aujourd'hui les historiens compte tenu de ce que nous connaissons des clauses du traité de paix,.
- Porsenna a-t-il pendant quelques mois ou quelques années régné sur Rome ?

Selon certains spécialistes, tels Tim Cornell ou Thierry Camous, la révolution de palais en 509 av. J.-C. qui a mené à la chute de Tarquin le Superbe et à l'abolition de la royauté à Rome fut une aubaine pour Porsenna. Profitant de l'instabilité politique engendrée par les événements, le roi de Clusium s'empara de la cité latine, sur laquelle il exerça une domination indirecte, avant d'être contraint de l'abandonner à la suite de sa défaite à la bataille d'Aricie entre 508 et 504 av. J.-C.